# Platte (Dakota du Sud)
Pour les articles homonymes, voir Platte.
Platte est une municipalité américaine située dans le comté de Charles Mix, dans l'État du Dakota du Sud. Selon le recensement de 2010, elle compte 1 230 habitants. La municipalité s'étend sur 1,02 milles carrés (2,64 km2).
La ville est fondée en 1882 par des colons hollandais. Elle doit son nom à la Platte Creek, ruisseau nommée en l'honneur de Bernard Pratte (beau-frère de Pierre Chouteau Jr.).

## Démographie
| 1910  | 1920  | 1930  | 1940  | 1950  | 1960  |
| ----- | ----- | ----- | ----- | ----- | ----- |
| 1 115 | 1 242 | 1 207 | 1 017 | 1 069 | 1 167 |

| 1970  | 1980  | 1990  | 2000  | 2010  | - |
| ----- | ----- | ----- | ----- | ----- | - |
| 1 351 | 1 334 | 1 311 | 1 367 | 1 230 | - |